# Portrait du pape Jules II

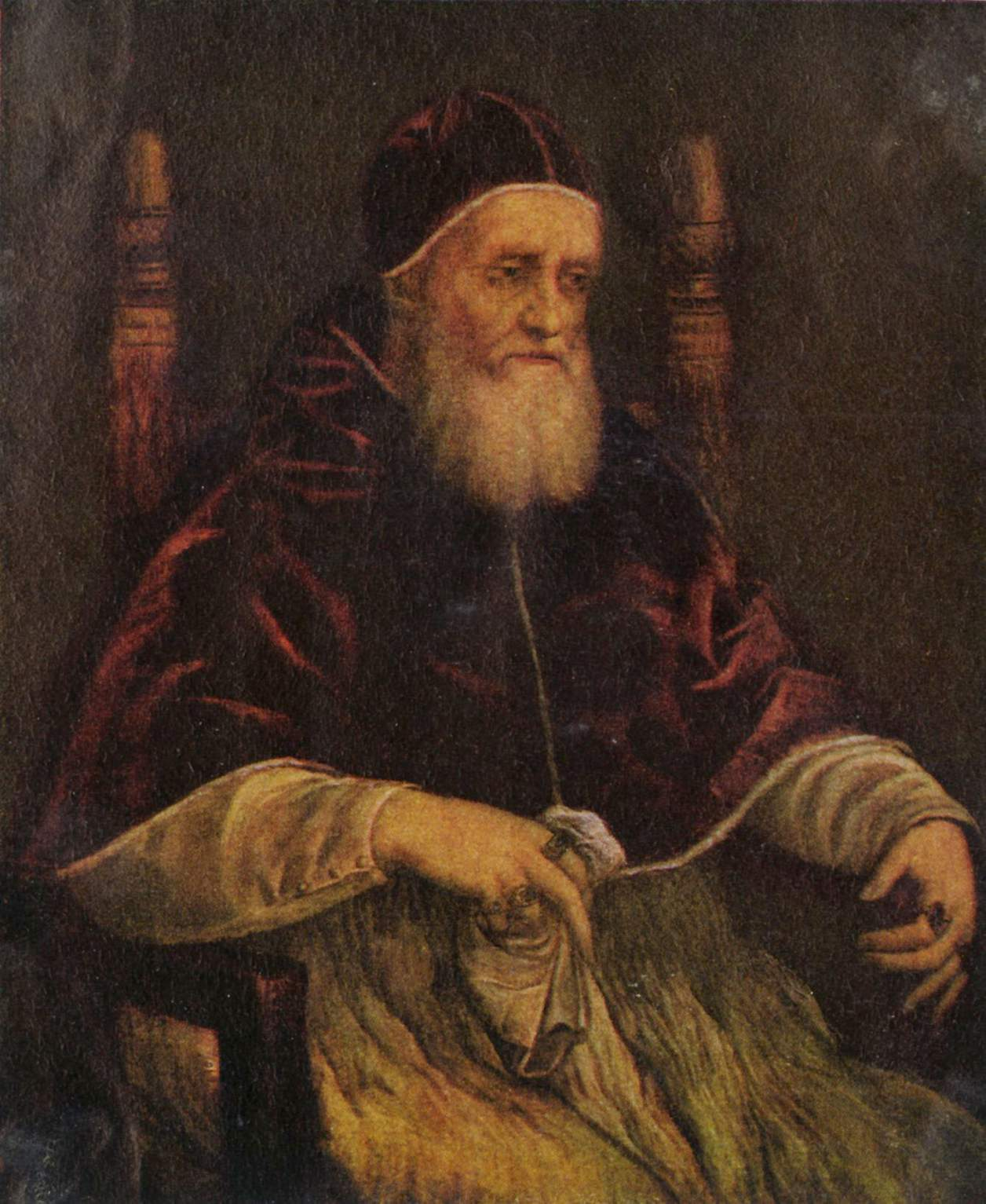
Copie du Palais Pitti, Florence

Le Portrait du pape Jules II  est une peinture à l'huile sur panneau de bois datant de la période 1511-1512, du peintre Raphaël. Il existe trois copies du tableau :
- Une huile sur bois de 108 × 80,7 cm, National Gallery, Londres,
- Une détrempe sur bois de 108,5 × 80 cm, musée des Offices, Florence.
- Une huile sur bois, Palais Pitti, Florence[2].

Pendant de nombreuses années, la version de la peinture qui se trouve maintenant au musée des Offices a été considérée comme l'originale, mais en 1970 l'opinion a changé en faveur de la version conservée à la National Gallery de Londres.

## Histoire
« Il [Raphaël] a fait un portrait du pape Jules si travaillé et si réaliste, que le portrait a causé à tous ceux qui l'ont vu des tremblements comme si cela avait été l'homme vivant lui-même. »

— Giorgio Vasari - Le Vite
Selon le témoignage de Vasari, le portrait était exposé lors de certaines fêtes solennelles dans l'église romaine Santa Maria del Popolo.
Jules II appartenait à la famille Della Rovere. Il a probablement commandité son portrait à Raphaël pour l'église romaine de Santa Maria del Popolo qui avait été redécorée par la famille della Rovere. La barbe de Jules II constitue un indice pour la datation de l'œuvre. En effet le pape qui s'était laissé pousser la barbe comme une marque de mortification pour avoir perdu la ville de Bologne en 1511, se l'était rasée en mars 1512.
La peinture a été « volée » de l'église par le cardinal Francesco Sfondrati, neveu du pape. Quelques années plus tard il a mis sa collection en vente et l'a vendue presque en totalité au cardinal Scipione Borghese. Cette peinture a été dans la Collection Borghèse en 1693, comme indiqué par une petite marque d'inventaire au bas gauche.
Sans doute, le tableau a quitté la collection dans les années 1790, puis était dans la Collection Angerstein en 1823 et a été acquise par la National Gallery en 1824.
Jusqu'en 1970, les critiques d'art estimaient que la version de Londres de la peinture était une copie par un élève de Raphaël de l'original qui se trouvait au musée des Offices. Cette année-là, Cecil Gould directeur du National Gallery et Konrad Oberhuber, avec d'autres, ont modifié avec succès une opinion commune aux données scientifiques et des documents historiques,. Toutefois, l'attribution n'est pas universellement acceptée et a été contestée en 1996 par James Beck dans Artibus et Historiae.

## Description
La peinture est un portrait à mi-corps du Pape Jules II assis sur une chaise, tenant un mouchoir de poche, le camauro sur sa tête, habillé d'un surplis blanc et d'un manteau pourpre (la mozzetta). Le pape, bien que vieux, semble toujours très vigoureux et son énergie est bien visible dans la main qui saisit avec force le bras gauche de la chaise. Le fond du tableau est constitué par un rideau vert avec en évidence les clefs papales et des diadèmes.
Le sujet était populaire et selon le catalogue 1901 de la National Gallery, « Ce portrait a été répété plusieurs fois par Raphaël, ou ses élèves, Passavant en énumère neuf copies... outre les trois de la tête seulement ». Il est possible que le carton de Palazzo Corsini de Florence soit la préparation de la version de Londres,ainsi qu'un dessin à la craie rouge de Chatsworth House.
La présentation du sujet n'était pas habituelle pour son époque. Des portraits précédents du pape le montraient frontalement, ou de profil. Il était également exceptionnel à cette époque de voir une œuvre reproduire une ambiance particulière, celle de la vie intérieure du pape, perdu dans ses pensées. L'intimité de cette image était sans précédent dans le portrait du pape et est devenu le modèle, « ce qui est devenu presque une formule », suivie par la suite par la plupart des peintres, y compris Sebastiano del Piombo et Diego Vélasquez The Oxford Dictionary of Art (2004).

## Analyse
Assis sur son siège papal, Jules II surnommé par ses contemporains « Le Terrible » mais montre son côté plus humain avec le regard de vieillard résigné.
Le portrait témoigne de l'évolution du style de Raphaël qui passe des portraits figés des notables florentins à une représentation psychologie des personnages ainsi que la suppression de la sensation de distance entre la figure et le spectateur.
Le tableau se concentre sur le rendu de la vie intérieure du pape, donnant de lui une image plus intime, moins officielle, qui, selon Vasari était «... si vraie qu'il inspirait le respect comme s'il était vivant ».
Jules II est représenté tel un vieil homme, usé par ses luttes incessantes, non pas le pontife fier et énergique qui figure sur les fresques des Chambres de Raphaël.

## Sources
- (en) Cet article est partiellement ou en totalité issu de l’article de Wikipédia en anglais intitulé « Portrait of Pope Julius II (Raphael) » (voir la liste des auteurs).